# 地下刊物

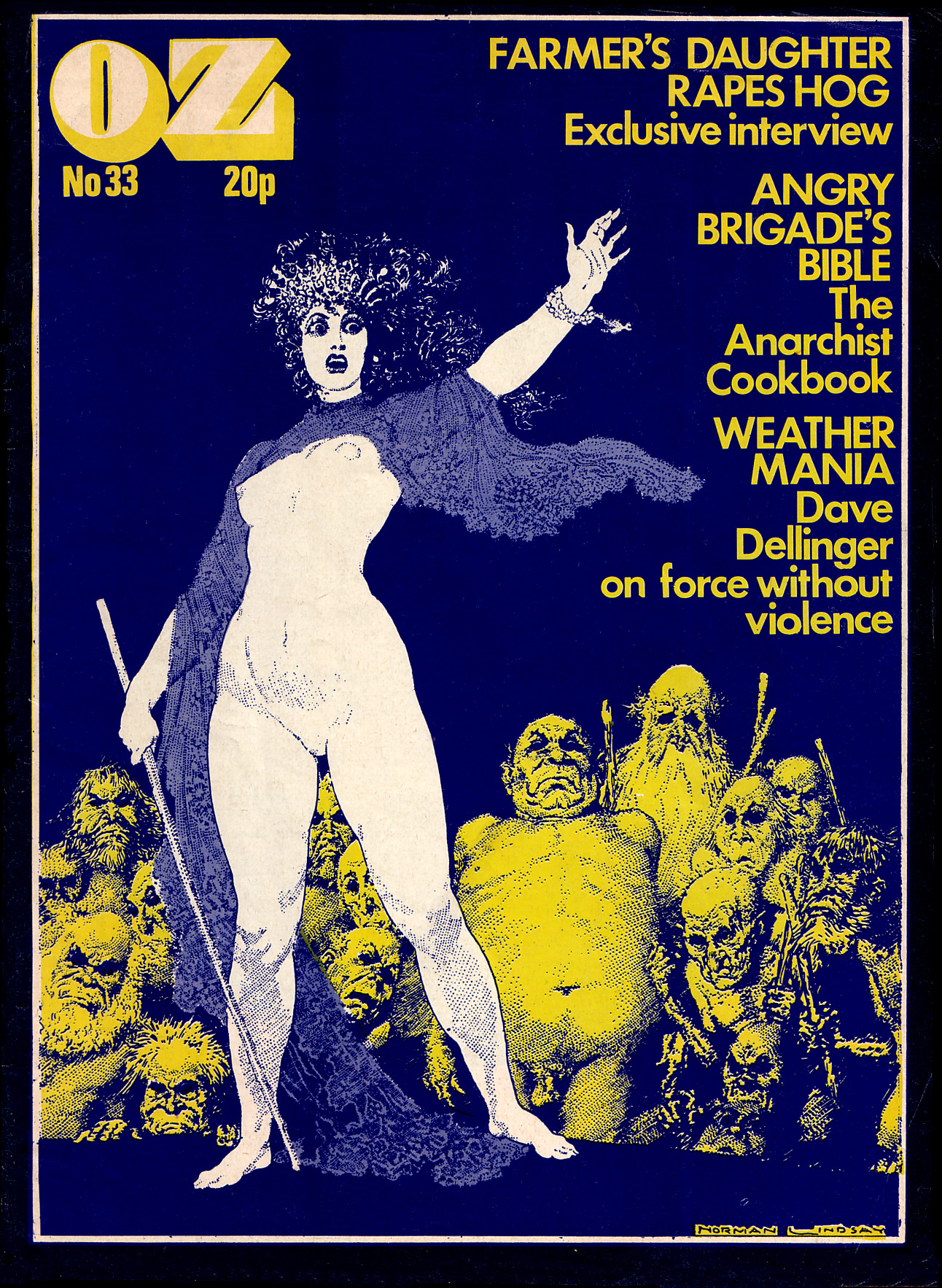
《奥兹 (杂志)》杂志第33期

地下刊物是指未经官方批准的、非法的或是违背主流团体（如政府、宗教组织等）意愿而出版的期刊和出版物。
在二战后的亚洲、北美洲和西欧，“地下刊物”（underground press）一词常指20世纪60年代末至70年代初印度、孟加拉国、美国、加拿大、英国及其他西方国家的与反文化有关的地下报刊。
地下刊物也可以指专制政权下独立出版的刊物。例如，在納粹德國佔領下的歐洲，地下报业蓬勃发展，其通常与抵抗组织联合经营。其他著名的例子包括冷战期间中国大陆的《星火》、苏联的“萨米兹达特”（самиздат）和波兰的“比布瓦”（bibuła）。